# Chichester Bell
Chichester Alexander Bell (* 1848 in Dublin; † 1924 in Oxford) war ein irischer Chemiker und Erfinder, welcher an den Weiterentwicklungen des von Thomas Alva Edison erfundenen Phonographen, gemeinsam mit Charles Sumner Tainter, beteiligt war und in diesem Zusammenhang maßgeblich zur Entstehung des Graphophons beitrug.

## Leben
Chichester Alexander Bell wurde 1848 als Sohn von David Charles Bell und Ellen Adine Highland und Cousin ersten Grades von Alexander Graham Bell in Dublin geboren. Bell begann ein Studium der Medizin am Trinity College Dublin, das er im Jahr 1869 abschloss.
Im Jahre 1881 gründet Bell gemeinsam mit Charles Sumner Tainter Mitarbeiter und Alexander Graham Bell die Volta Laboratory Association und beteiligte sich fortan an der Entwicklung des Graphophons. Aus jenen wissenschaftlichen Tätigkeiten gingen mehrere Patente hervor die Bell alleinig oder gemeinschaftlich zuerkannt wurden. In diesem Zusammenhang beschließt Bell, gemeinschaftlich mit seinem Cousin und Charles Sumner Tainter, die Volta Graphophone Co. zu gründen, der die Vermarktung ebenjener Patente obliegen sollte.
Er eheliche Antoinette Ives im Jahre 1889 in Montreal, Kanada und verstarb im Jahre 1924 im Radcliffe Infirmary in Oxford.

## Leistungen
Chichester A. Bell gilt gemeinsam mit Charles Sumner Tainter und seinem Cousin Alexander Graham Bell als einer der Väter des Graphophons, da er an dessen Entwicklung maßgeblich beteiligt war.

## Auszeichnungen und Ehrungen
- 1900: Auszeichnung mit dem John Scott Award der Stadt Philadelphia, für die Weiterentwicklung des Graphophons, gemeinsam mit Charles Sumner Tainter.

## Patente
- 1886: Transmitter for electric telephone lines, (US-336081).
- 1886: Jet microphone or apparatus for transmitting sounds by means of jets, (US-336082).
- 1886: Telephone transmitter, (US-336083).
- 1886: Reproducing Sounds from Phonograph Records, (US-341212).
- 1886: Transmitting and recording sounds by radiant energy, (US-341213).
- 1886: Recording and Reproducing Speech and other Sounds, (US-341214).